# 24기 KBS 바둑왕전
24기 KBS 바둑왕전은 한국방송공사의 TV 속기전이 참가한 국내 바둑 기전이다. 결승에서는 이창호 九단이 유창혁 九단을 2대 0로 꺾고 통산 8회 우승을 차지했다.

## 대진표

### 승자조,패자조
| 송태곤 九단     | 송태곤 九단     | 목진석 八단 | 이창호 九단 | 이창호 九단 | 이창호 九단 | 이창호 九단 | 이창호 九단 | 이창호 九단 2:0 |
| 김동면 九단     | 송태곤 九단     | 목진석 八단 | 이창호 九단 | 이창호 九단 | 이창호 九단 | 이창호 九단 | 이창호 九단 | 이창호 九단 2:0 |
| 목진석 八단     |                 | 목진석 八단 | 이창호 九단 | 이창호 九단 | 이창호 九단 | 이창호 九단 | 이창호 九단 | 이창호 九단 2:0 |
| 이상훈(小) 五단 | 이상훈(小) 五단 | 이창호 九단 | 이창호 九단 | 이창호 九단 | 이창호 九단 | 이창호 九단 | 이창호 九단 | 이창호 九단 2:0 |
| 김영삼 七단     | 이상훈(小) 五단 | 이창호 九단 | 이창호 九단 | 이창호 九단 | 이창호 九단 | 이창호 九단 | 이창호 九단 | 이창호 九단 2:0 |
| 이창호 九단     |                 | 이창호 九단 | 이창호 九단 | 이창호 九단 | 이창호 九단 | 이창호 九단 | 이창호 九단 | 이창호 九단 2:0 |
| 안달훈 六단     | 박영훈 九단     | 박영훈 九단 | 이영구 四단 | 이창호 九단 | 이창호 九단 | 이창호 九단 | 이창호 九단 | 이창호 九단 2:0 |
| 박정상 四단     | 박영훈 九단     | 박영훈 九단 | 이영구 四단 | 이창호 九단 | 이창호 九단 | 이창호 九단 | 이창호 九단 | 이창호 九단 2:0 |
| 박영훈 九단     |                 | 박영훈 九단 | 이영구 四단 | 이창호 九단 | 이창호 九단 | 이창호 九단 | 이창호 九단 | 이창호 九단 2:0 |
| 이영구 三단     | 이영구 三단     | 이영구 四단 | 이영구 四단 | 이창호 九단 | 이창호 九단 | 이창호 九단 | 이창호 九단 | 이창호 九단 2:0 |
| 유경민 四단     | 이영구 三단     | 이영구 四단 | 이영구 四단 | 이창호 九단 | 이창호 九단 | 이창호 九단 | 이창호 九단 | 이창호 九단 2:0 |
| 최철한 九단     |                 | 이영구 四단 | 이영구 四단 | 이창호 九단 | 이창호 九단 | 이창호 九단 | 이창호 九단 | 이창호 九단 2:0 |
| 조훈현 九단     | 조훈현 九단     | 조훈현 九단 | 조한승 八단 | 유창혁 九단 | 이창호 九단 | 이창호 九단 | 이창호 九단 | 이창호 九단 2:0 |
| 강지성 六단     | 조훈현 九단     | 조훈현 九단 | 조한승 八단 | 유창혁 九단 | 이창호 九단 | 이창호 九단 | 이창호 九단 | 이창호 九단 2:0 |
| 홍민표 四단     |                 | 조훈현 九단 | 조한승 八단 | 유창혁 九단 | 이창호 九단 | 이창호 九단 | 이창호 九단 | 이창호 九단 2:0 |
| 안조영 五단     | 한종진 八단     | 조한승 八단 | 조한승 八단 | 유창혁 九단 | 이창호 九단 | 이창호 九단 | 이창호 九단 | 이창호 九단 2:0 |
| 한종진 八단     | 한종진 八단     | 조한승 八단 | 조한승 八단 | 유창혁 九단 | 이창호 九단 | 이창호 九단 | 이창호 九단 | 이창호 九단 2:0 |
| 조한승 八단     |                 | 조한승 八단 | 조한승 八단 | 유창혁 九단 | 이창호 九단 | 이창호 九단 | 이창호 九단 | 이창호 九단 2:0 |
| 류재형 九단     | 류재형 九단     | 류재형 九단 | 유창혁 九단 | 유창혁 九단 | 이창호 九단 | 이창호 九단 | 이창호 九단 | 이창호 九단 2:0 |
| 온소진 九단     | 류재형 九단     | 류재형 九단 | 유창혁 九단 | 유창혁 九단 | 이창호 九단 | 이창호 九단 | 이창호 九단 | 이창호 九단 2:0 |
| 원성진 六단     |                 | 류재형 九단 | 유창혁 九단 | 유창혁 九단 | 이창호 九단 | 이창호 九단 | 이창호 九단 | 이창호 九단 2:0 |
| 유창혁 九단     | 유창혁 九단     | 유창혁 九단 | 유창혁 九단 | 유창혁 九단 | 이창호 九단 | 이창호 九단 | 이창호 九단 | 이창호 九단 2:0 |
| 이세돌 九단     | 유창혁 九단     | 유창혁 九단 | 유창혁 九단 | 유창혁 九단 | 이창호 九단 | 이창호 九단 | 이창호 九단 | 이창호 九단 2:0 |
| 윤준상 三단     |                 | 유창혁 九단 | 유창혁 九단 | 유창혁 九단 | 이창호 九단 | 이창호 九단 | 이창호 九단 | 이창호 九단 2:0 |
| 패자조          |                 |             |             |             |             |             |             | 이창호 九단 2:0 |
| 패자 1회전      | 패자 1회전      | 패자 2회전  | 패자 3회전  | 패자 4회전  | 패자 준결승 | 패자 결승   |             | 이창호 九단 2:0 |
| 송태곤 七단     | 송태곤 七단     | 박영훈 九단 | 박영훈 九단 | 박영훈 九단 | 박영훈 九단 | 유창혁 九단 |             | 이창호 九단 2:0 |
| 윤준상 三단     | 송태곤 七단     | 박영훈 九단 | 박영훈 九단 | 박영훈 九단 | 박영훈 九단 | 유창혁 九단 |             | 이창호 九단 2:0 |
| 박영훈 九단     |                 | 박영훈 九단 | 박영훈 九단 | 박영훈 九단 | 박영훈 九단 | 유창혁 九단 |             | 이창호 九단 2:0 |
| 원성진 六단     | 원성진 六단     | 조훈현 九단 | 박영훈 九단 | 박영훈 九단 | 박영훈 九단 | 유창혁 九단 |             | 이창호 九단 2:0 |
| 이상훈(小) 五단 | 원성진 六단     | 조훈현 九단 | 박영훈 九단 | 박영훈 九단 | 박영훈 九단 | 유창혁 九단 |             | 이창호 九단 2:0 |
| 조훈현 九단     |                 | 조훈현 九단 | 박영훈 九단 | 박영훈 九단 | 박영훈 九단 | 유창혁 九단 |             | 이창호 九단 2:0 |
| 이영구 四단     |                 |             |             | 박영훈 九단 | 박영훈 九단 | 유창혁 九단 |             | 이창호 九단 2:0 |
| 박정상 五단     | 박정상 五단     | 박정상 五단 | 박정상 九단 | 박정상 五단 | 박영훈 九단 | 유창혁 九단 |             | 이창호 九단 2:0 |
| 한종진 六단     | 박정상 五단     | 박정상 五단 | 박정상 九단 | 박정상 五단 | 박영훈 九단 | 유창혁 九단 |             | 이창호 九단 2:0 |
| 류재형 六단     |                 | 박정상 五단 | 박정상 九단 | 박정상 五단 | 박영훈 九단 | 유창혁 九단 |             | 이창호 九단 2:0 |
| 최철한 九단     | 최철한 九단     | 목진석 九단 | 박정상 九단 | 박정상 五단 | 박영훈 九단 | 유창혁 九단 |             | 이창호 九단 2:0 |
| 홍민표 四단     | 최철한 九단     | 목진석 九단 | 박정상 九단 | 박정상 五단 | 박영훈 九단 | 유창혁 九단 |             | 이창호 九단 2:0 |
| 목진석 九단     |                 | 목진석 九단 | 박정상 九단 | 박정상 五단 | 박영훈 九단 | 유창혁 九단 |             | 이창호 九단 2:0 |
| 조한승 九단     |                 |             |             | 박정상 五단 | 박영훈 九단 | 유창혁 九단 |             | 이창호 九단 2:0 |
| 유창혁 九단     |                 |             |             |             |             | 유창혁 九단 |             | 이창호 九단 2:0 |

## 대국 결과
| 대진        | 연도   | 대국일자  | 승자            | 패자            | 결과              | 기보 |
| ----------- | ------ | --------- | --------------- | --------------- | ----------------- | ---- |
| 승자 1회전  | 2004년 | 12월 22일 | 이영구 三단     | 유경민 四단     | 187수 흑 불계승   |      |
| 승자 1회전  | 2004년 | 12월 22일 | 한종진 八단     | 안조영 五단     | 149수 흑 불계승   |      |
| 승자 1회전  | 2004년 | 12월 24일 | 류재형 九단     | 온소진 九단     | 252수 흑 반집승   |      |
| 승자 1회전  | 2004년 | 12월 24일 | 송태곤 九단     | 김동면 九단     | 264수 백 4집반승  |      |
| 승자 1회전  | 2005년 | 1월 7일   | 조훈현 九단     | 강지성 六단     | 157수 흑 불계승   |      |
| 승자 1회전  | 2005년 | 1월 7일   | 박정상 四단     | 안달훈 六단     | 153수 흑 불계승   |      |
| 승자 1회전  | 2005년 | 1월 14일  | 이상훈(小) 五단 | 김영삼 七단     | 148수 백 불계승   |      |
| 승자 1회전  | 2005년 | 1월 14일  | 유창혁 九단     | 이세돌 九단     | 371수 흑 3집반승  |      |
| 승자 2회전  | 2005년 | 1월 19일  | 이영구 三단     | 최철한 九단     | 130수 백 불계승   |      |
| 승자 2회전  | 2005년 | 1월 19일  | 이창호 九단     | 이상훈(小) 五단 | 204수 백 불계승   |      |
| 승자 2회전  | 2005년 | 2월 16일  | 목진석 八단     | 송태곤 七단     | 180수 백 불계승   |      |
| 승자 2회전  | 2005년 | 2월 16일  | 조훈현 九단     | 홍민표 四단     | 233수 백 2집반승  |      |
| 승자 2회전  | 2005년 | 2월 18일  | 류재형 六단     | 원성진 六단     | 271수 흑 1집반승  |      |
| 승자 2회전  | 2005년 | 2월 18일  | 조한승 八단     | 한종진 五단     | 263수 흑 6집반승  |      |
| 승자 2회전  | 2005년 | 3월 16일  | 박영훈 九단     | 박정상 四단     | 235수 흑 4집반승  |      |
| 승자 2회전  | 2005년 | 3월 16일  | 유창혁 九단     | 윤준상 三단     | 273수 흑 7집반승  |      |
| 패자 1회전  | 2005년 | 4월 8일   | 원성진 六단     | 이상훈(小) 五단 | 164수 백 불계승   |      |
| 패자 1회전  | 2005년 | 4월 8일   | 박정상 五단     | 한종진 六단     | 224수 백 불계승   |      |
| 패자 1회전  | 2005년 | 4월 20일  | 송태곤 七단     | 윤준상 三단     | 205수 흑 불계승   |      |
| 패자 1회전  | 2005년 | 4월 20일  | 최철한 九단     | 홍민표 四단     | 285수 백 14집반승 |      |
| 승자 3회전  | 2005년 | 4월 27일  | 이창호 九단     | 목진석 九단     | 297수 흑 불계승   |      |
| 승자 3회전  | 2005년 | 4월 27일  | 조한승 八단     | 조훈현 九단     | 111수 흑 불계승   |      |
| 승자 3회전  | 2005년 | 5월 6일   | 유창혁 九단     | 류재형 六단     | 160수 백 불계승   |      |
| 승자 3회전  | 2005년 | 6월 8일   | 이영구 四단     | 박영훈 九단     | 178수 백 불계승   |      |
| 패자 2회전  | 2005년 | 5월 6일   | 조훈현 九단     | 원성진 六단     | 186수 백 불계승   |      |
| 패자 2회전  | 2005년 | 5월 11일  | 최철한 九단     | 목진석 九단     | 191수 흑 불계승   |      |
| 패자 2회전  | 2005년 | 5월 25일  | 박정상 五단     | 류재형 六단     | 260수 백 불계승   |      |
| 패자 2회전  | 2005년 | 7월 20일  | 박영훈 九단     | 송태곤 七단     | 248수 백 9집반승  |      |
| 패자 3회전  | 2005년 | 6월 8일   | 박정상 五단     | 목진석 九단     | 263수 흑 2집반승  |      |
| 패자 3회전  | 2005년 | 8월 10일  | 박영훈 九단     | 조훈현 九단     | 351수 흑 1집반승  |      |
| 승자 준결승 | 2005년 | 5월 25일  | 유창혁 九단     | 조한승 八단     | 260수 흑 5집반승  |      |
| 승자 준결승 | 2005년 | 7월 20일  | 이창호 九단     | 이영구 四단     | 297수 백 6집반승  |      |
| 패자 4회전  | 2005년 | 7월 8일   | 박정상 五단     | 조한승 八단     | 239수 흑 불계승   |      |
| 패자 4회전  | 2005년 | 8월 10일  | 박영훈 九단     | 이영구 四단     | 178수 백 불계승   |      |
| 패자 준결승 | 2005년 | 8월 31일  | 박영훈 九단     | 박정상 五단     | 269수 흑 불계승   |      |
| 승자 결승   | 2005년 | 7월 29일  | 이창호 九단     | 유창혁 九단     | 269수 백 1집반승  |      |
| 패자 결승   | 2005년 | 8월 31일  | 유창혁 九단     | 박영훈 九단     | 213수 흑 불계승   |      |
| 결승 1국    | 2005년 | 9월 23일  | 이창호 九단     | 유창혁 九단     | 255수 흑 7집반승  |      |
| 결승 2국    | 2005년 | 10월 13일 | 이창호 九단     | 유창혁 九단     | 178수 백 불계승   |      |
| 결승 3국    | 2005년 | 10월 13일 |                 |                 |                   |      |